# Wang Li-ťün
Wang Li-ťün (čínsky 王立军, pinyin: Wáng Lìjūn; * 26. prosince 1959) je bývalý policejní šéf jednoho z největších čínských měst Čchung-čchingu, jeho bývalý místostarosta a také pravá ruka bývalého stranického tajemníka Po Si-laje.

## Politická kariéra
Wang Li-ťün vedl Po Si-lajovu kampaň v Čchung-čchingu nazvanou "zpívej rudě, znič černé", což znamenalo podporu zpěvů revolučních písní a boj proti organizovanému zločinu. Při rozsáhlých policejních akcích nechal zatknout i několik stovek městských úředníků. Při tažení bylo v letech 2009-2010 podle zpráv v médiích zatčeno „šestnáct mafiánských bossů, 87 vládních úředníků, tři obchodníci s miliardovým majetkem, ale i vedoucí úřadu spravedlnosti, ti všichni spolu se stovkami dalších skončili před soudem, nejméně šest z nich dostalo trest smrti. Na lavici obžalovaných postavili také zástupce policejního ředitele v Čchung-čchingu, který byl odsouzen k doživotí a zabaven mu byl i jeho majetek.“ Boj s organizovaným zločinem byl pro vedení Čchung-čchingu politickým přínosem; obviněným byly zabaveny rozsáhlé majetky. V médiích jsou ale známé i případy vykonstruovaných obvinění a mučení.
„‚Hlavním cílem těch kampaní bylo oslabení a zničení podnikatelů,‘ říká profesor Tchung Č'-wej, který pro pekingskou vládu vypracoval zprávu o protikriminální kampani. Podle něj Po Si-laj potřeboval zdroje na financování svých sociálních projektů, jako byla výstavba levného bydlení pro dělníky.“
„Odborník na Čínu David Kelly stanici Hlas Ameriky řekl, že pokud jde o vládu zákona, byly metody používané v Čchung-čchingu v rámci Po Si-lajova halasně prodávaného boje proti organizovanému zločinu krokem zpět. Mj. proto, že se obviněným často odpírala práva na řádnou obhajobu a málo se přihlíželo k jejich svědectví.“

## Politické sesazení
Koncem prosince 2012 začal Wang Li-ťüna vyšetřovat stranický úřad pro korupci.[zdroj?] Wang Li-ťün patří podle odborníků na čínskou politickou scénu společně se svým šéfem Po Si-lajem do frakce bývalého předsedy komunistické strany Ťiang Ce-mina. Cheng Che, analytik Televize NTD pro Čínu, uvedl, že jeho vyšetřování bylo v podstatě útokem jiné vládní frakce na jeho šéfa.
2. února 2012 byl samotným Po Si-lajem neočekávaně sesazen z postu místostarosty a šéfa policie na pozici vedoucího oblasti kultury, vzdělávání a ochrany životního prostředí.

## Zběhnutí na konzulát USA
6. února 2012 – Několik dnů před plánovaným sobotním setkáním Po Si-laje s premiérem Stephenem Harperem zběhl policejní ředitel Wang Li-ťün, kterého údajně začala vyšetřovat interní disciplinární komise.[zdroj?] na konzulát USA ve městě Čcheng-tu poblíž Čchung-čchingu, kde strávil několik hodin.
Wang Li-ťün údajně prozradil velvyslanci USA o Po Si-lajovi několik závažných informací a požádal o azyl v USA.
Zatčení Wang Li-ťüna a následně jeho nadřízeného Po Si-laje vedlo k údajnému pokusu o převrat v Pekingu. Dohady o převratu byly ovšem následně vyvráceny a celý případ souvisí patrně s vraždou britského obchodníka Neila Heywooda, za níž byla z srpnu 2012 odsouzena Po Si-lajova manželka.
V září 2012 byl Wang Li-ťün odsouzen za zneužití pravomoci, braní úplatků, ilegální pokus o emigraci a „zneužití zákonů pro osobní zájmy“ na 15 let do vězení. U soudu uvedl, že se nehodlá odvolat.